# Boom Blox
Blocks je radni naslov puzzle videoigre od Electronic Artsa za Wii. Cilj igre je srušiti strukturu napravljenu od blokova tako da svi blokovi padnu. Igra je proizvedena uz pomoć filmskog redatelja Stevena Spielberga.
Blocks je opisana kao igra u kojoj Jenga susreće Tetris Blast, i prikazuje psihički model koji omogućava realistični pad blokova.